# Cumes dos Alpes com mais de 4000 metros

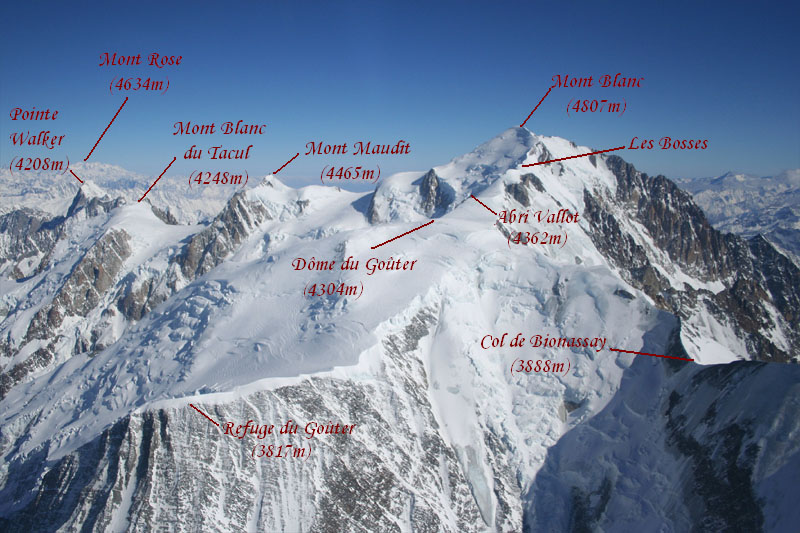
Alguns dos montes com mais de 4000 metros de altitude dos Alpes

São 82 os picos dos Alpes com mais de 4 000 metros de altitude - na realidade 128 se são contados os cimos secundários - que estão localizados em seis maciços, de três países (França, Itália e Suíça). Foi a União Internacional das Associações de Alpinismo (UIAA), que em  1993 os classificou de uma maneira rigorosa.

## Proposta

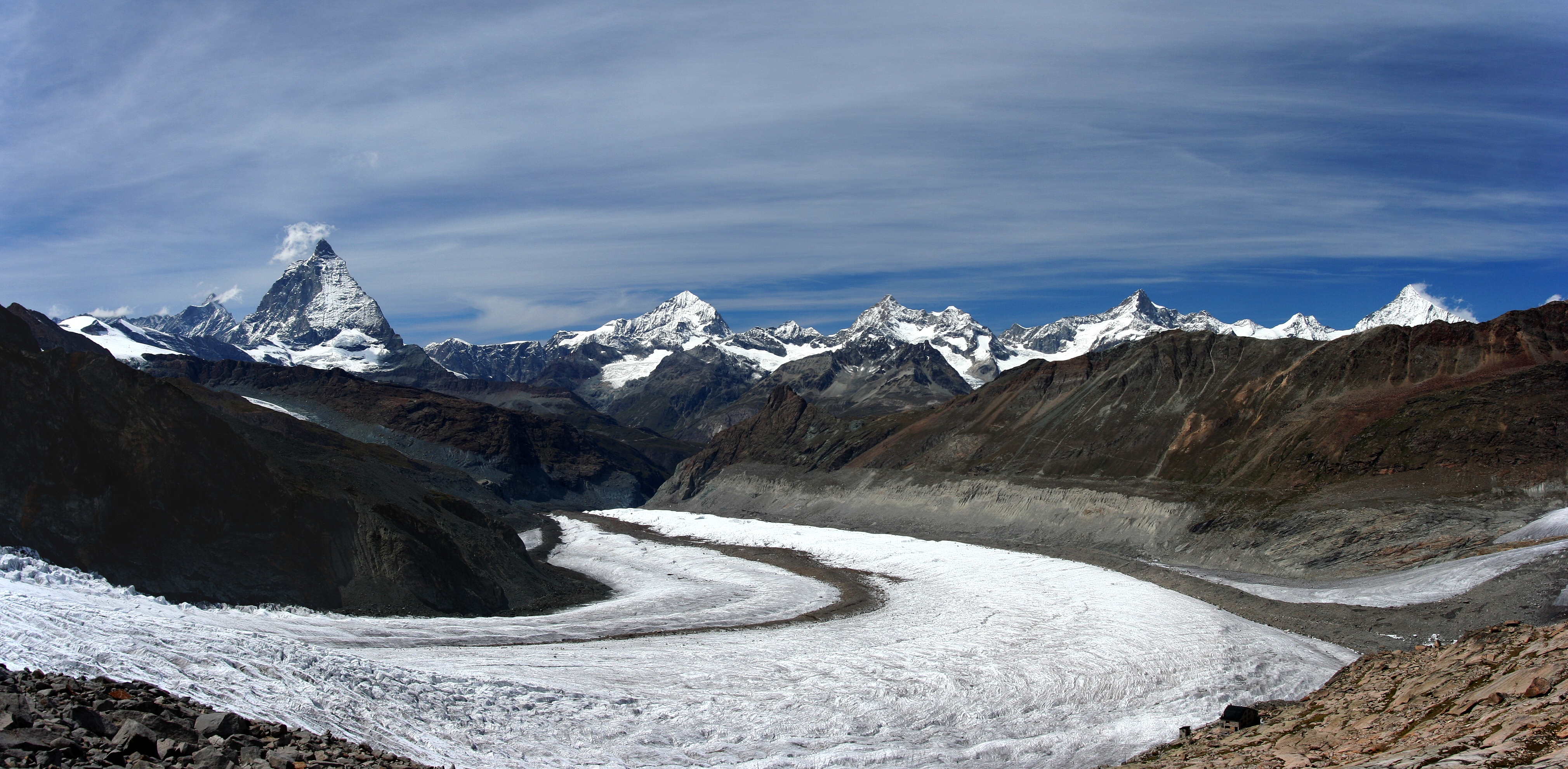
O Glaciar Grenz, e a partir da Esq., Dente de Hérens (4171m), Matterhorn (4478m), Dente Branco (4357m), Obergabelhorn (4062m) e Wellenkuppe (3903m), Zinalrothorn (4221m) e Weisshorn (4506m)

Segundo a proposta de um membro do Clube Alpino Italiana (CAI) e do acordo favorável do CAF e CAS assim como o do secretário-geral do UIAA, foi feito um trabalho de pesquisa pelos três países da cadeia alpina, e supervisionado na Itália por Gino Buscaini - que havia feito o proposta - associado a Roberto Aruga, Franco Bianco e Luciano Ratto, François Labande pela França e Maurice Brandt pela Suíça.

## Listas
Foi preciso fazer-se um trabalho de  reunificação porque não havia consenso devido:
- à morfologia alpina é complexa com picos primários e picos secundários;
- à existência de picos assinalados nas cartas, mas sem nome;
- a ainda não se ter definido quais os "verdadeiros" cumes, pois há secundários que são bem mais difíceis que os primários.

## Lista  Blodig
Havia uma série de listas com critérios diferentes, feita por várias pessoas como a lista  Blodig, feita por Karl Blogig, austríaco, que disse haver feito todos os montes acima dos 4000 m dos Alpes até 1911, mas quando em 1913 saí um lista editada pelos Guias do Monte Branco ele constata que lhe faltam a Grande Rocheuse, 4102 m, e a Aiguille du Jardin, 4035 m, que são satélites da Aiguille Verte, 4121 m, o que não o impede de publicar depois da Grande Guerra o Die Viertausender der Alpen,  Os 4000 dos Alpes.

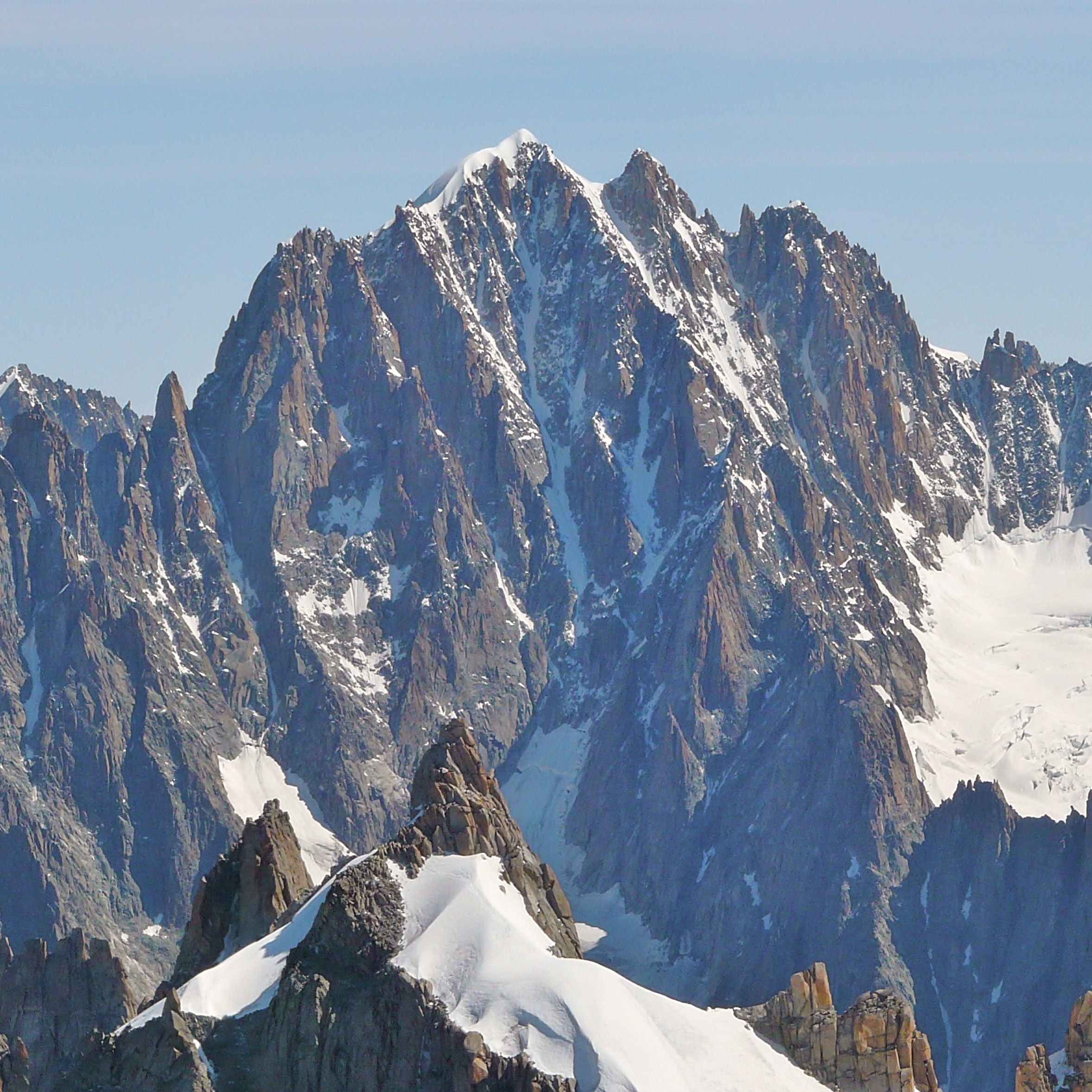
A Aiguille Verte com a Grande Rocheuse à direita, e a Aiguille du Jardin - e imediatamente à sua esquerda a Pointe Eveline

Nesse mesmo ano, o comerciante inglês Eustace Thomas, que havia escolhido por guia o célebre Joseph Knubel, ataca a realização dos 4000, ele que em 1920 havia batido o recorde de Bob Graham Round num percurso de  66 milhas e 25 000 pés de desnível nos fells - nome das colinas no Lake District - e que em 1924  será o primeiro a fazer em  24 horas todos os 4000 pés da Escócia .

## Lista UIAA
Em 1994 a União Internacional das Associações de Alpinismo (UIAA) tenta pôr uma certa ordem baseando-se em critérios rígidos.

### Critérios
Atendendo a que a lista é principalmente destinada aos alpinistas foram três os critérios escolhidos:
- Critério Topografia (T) - para todo o cume, a diferença entre a sua própria altitude e da elevação próxima não pode ser inferior a 30 m, ou seja na história do alpinismo um comprimento de corda.
- Critério Morfologia (M) - entra em linha de conta com o estrutura e o aspeto geral do pico.
- Critério "Alpinista" (C) - nível qualitativo da dificuldade dos itinerários que levam ao pico em questão, valor histórico, frequência.

Estes critérios definiram o que não existia anteriormente, a ideia que se deve fazer do que é um cume. Em relação à altitude, foi considerada a que figurava no mapa mais recente do país respetivo, e se a montanha é fronteiriça indicam-se as duas no caso de haver diferenças. Estas exigência levou à criação de uma lista de 82 cumes com mais de 4000 m, e de uma lista alargada de mais 46 com mais de 4000 m mas que não satisfaziam os critérios .
Alguns exemplos de critério não aplicáveis: 
- o Pico Lory, no Grupo Écrins não é admitido porque nenhum dos critérios está presente, mesmo tratando-se de um nó orográfico
- o Roc, no Grupo Grand Paradiso Mont Blanc de Courmayeur, no Maciço Monte Branco, não satisfaria ao T (10m), mas sem ao M e ao A e está a 600m do Monte Branco, logo foi aceite; as Grandes Jorasses foram inscritas como conjunto
- Breithorn de Zermat e a sua aresta comporta 5 cumes do T, estão razoavelmente afastados uns dos outros e nenhum domina os outros. Inscritos como conjunto
- Wengen-Jungfrau dos Alpes Berneses, não corresponde a nenhum critério. Não inscrito.

### Lista UIAA dos cumes principais
UIAA: Les 4000 des Alpes UIA 
NOTA : Em Primeira ascensão, o primeiro nome é o dos clientes seguido do dos guias
| N.° | Altitude                 | Monte                                                         | Maciço                  | Primeira ascensão | Localização                 |
| --- | ------------------------ | ------------------------------------------------------------- | ----------------------- | --- | --------------------------- |
| 1   | 4810 m                   | Monte Branco                                                  | Maciço do Monte Branco  | 8 de agosto de 1786 por Jacques Balmat e Michel Paccard | 45° 49′ 57″ N, 6° 51′ 52″ L |
| 2   | 4748 m                   | Monte Branco de Courmayeur                                    | Maciço do Monte Branco  | 31 de julho de 1877 por James Eccles com Michel Payot e Alphonse Payot (primeira do Monte Branco pela Arête de Peuterey) | 45° 49′ 44″ N, 6° 52′ 10″ L |
| 3   | 4634 m                   | Dufourspitze (ponto culminante do Monte Rosa)                 | Alpes valaisanos        | 1 de agosto de 1855 por Charles Hudson, J. Birkbeck, C. Smyth, J. G. Smyth, E. J. Stevenson com Ulrich Lauener, J. e M. Zumtaugwald e um carregador | 45° 56′ 13″ N, 7° 52′ 04″ L |
| 4   | 4612 m (I) - 4609 m (CH) | Nordend (Monte Rosa)                                          | Alpes valaisanos        | 26 de agosto de 1861 por T.F. e Edward N. Buxton, J.J. Cowell com Michel Payot | 45° 56′ 30″ N, 7° 52′ 12″ L |
| 5   | 4563 m                   | Zumsteinspitze (Mont Rose)                                    | Alpes valaisanos        | 1 de agosto de 1820 por Joseph e M. Zumstein, Molinatti, Marty, Castel, J.-N. Vincent | 45° 55′ 55″ N, 7° 52′ 17″ L |
| 6   | 4554 m                   | Signalkuppe (Mont Rose)                                       | Alpes valaisanos        | 9 de agosto de 1842 por Giovanni Gnifetti, G. Farinetti, C. Grober, C. Ferraris, G. e G. Giordani | 45° 55′ 38″ N, 7° 52′ 37″ L |
| 7   | 4545 m                   | Dom des Mischabel                                             | Alpes valaisanos        | 11 de setembro de 1858 por L. Davies com Johann Zumtaugwald, Johann Kronig e Hieronymus Brantschen | 46° 05′ 52″ N, 7° 51′ 36″ L |
| 8   | 4527 m                   | Lyskamm oriental                                              | Alpes valaisanos        | 19 de agosto de 1861 por William Edward Hall, J.F. Hardy, J.A. Hudson, C.H. Pilkington, A.C. Ramsay, T. Rennison, F. Sibson e R.M. Stephenson com Franz Josef Lochmatter (1825-1897), Stefan Zumtaugwald, Jean-Pierre Cachat, Josef-Marie e Peter Perren                         | 45° 55′ 21″ N, 7° 50′ 08″ L |
| 9   | 4505 m                   | Weisshorn                                                     | Alpes valaisanos        | 19 de agosto de 1861 por John Tyndall com Johann Joseph Bennen e Ulrich Wenger | 46° 06′ 05″ N, 7° 42′ 58″ L |
| 10  | 4491 m                   | Täschhorn                                                     | Alpes valaisanos        | 31 de julho de 1862 por Llewelyn Davies e J.H. Hayward com Stefan e Johann Zumtaugwald e Peter-Josef Summermatter | 46° 05′ 01″ N, 7° 51′ 26″ L |
| 11  | 4481 m (I) - 4479 m (CH) | Lyskamm ocidental                                             | Alpes valaisanos        | 16 de agosto de 1864 por Leslie Stephen e E.N.Buxton com Jakob Anderegg e Franz Biner | 45° 55′ 37″ N, 7° 49′ 15″ L |
| 12  | 4478 m                   | Monte Cervino (Matterhorn)                                    | Alpes valaisanos        | 14 de julho de 1865 por Edward Whymper, Charles Hudson, Douglas Hadow, e Lord Francis Douglas com Michel Croz, Peter Taugwalder pai e filho | 45° 58′ 35″ N, 7° 39′ 30″ L |
| 13  | 4468 m (I) - 4465 m (F)  | Mont Maudit                                                   | Maciço do Monte Branco  | 12 de setembro de 1878 por Henry Seymour Hoare e William Edward Davidson com Johann Jaun e Johann von Bergen | 45° 50′ 52″ N, 6° 52′ 33″ L |
| 14  | 4460 m                   | Pointe Louis Amédée                                           | Maciço do Monte Branco  | 20 de julho de 1901 por G.B. e G.F. Gugliermina com Joseph Brocherel (primeira do monte Branco pela aresta Brouillard) | 45° 49′ 19″ N, 6° 51′ 55″ L |
| 15  | 4436 m (I) - 4432 m (CH) | Parrotspitze (Monte Rosa)                                     | Alpes valaisanos        | 16 de agosto de 1863 por Reginald S. Macdonald, Florence Crauford Grove, Montagu Woodmass e William Edward Hall com Melchior Anderegg e Peter Perren (16 de julho de 1862), A. W. Moore e H.B. George com Christian Almer e M. Zumtaugwald étaient passés à proximité du sommet) | 45° 55′ 11″ N, 7° 52′ 17″ L |
| 16  | 4357 m                   | Dent Blanche                                                  | Alpes valaisanos        | 18 de julho de 1862 por William Wigram e Thomas Stuart Kennedy com Jean Baptiste Croz e Johann Kronig | 46° 02′ 03″ N, 7° 36′ 43″ L |
| 17  | 4342 m (I) - 4341 m (CH) | Ludwigshöhe (Mont Rose)                                       | Alpes valaisanos        | 25 de agosto de 1822 por Franz Ludwig von Welden e des aides | 45° 55′ 00″ N, 7° 51′ 50″ L |
| 18  | 4327 m                   | Nadelhorn                                                     | Alpes valaisanos        | 16 de setembro de 1858 por Franz Andenmatten, B. Epiney, Aloys Supersaxo e J. Zimmermann | 46° 06′ 32″ N, 7° 51′ 50″ L |
| 19  | 4322 m                   | Corno Nero (Mont Rose)                                        | Alpes valaisanos        | 18 de agosto de 1873 por Marco Maglionini, Albert de Rothschild com Nicolaus e Peter Knubel, Édouard Cupelin e três carregadores | 45° 54′ 54″ N, 7° 51′ 43″ L |
| 20  | 4314 m                   | Grand Combin de Grafeneire (ponto culminante do Grand Combin) | Alpes valaisanos        | 30 de julho de 1859 por C. Sainte Claire de Ville com Daniel, Emanuel e Gaspard Ballay, e B. Dorsaz | 45° 56′ 15″ N, 7° 17′ 57″ L |
| 21  | 4306 m (I) - 4304 m (F)  | Dôme du Goûter                                                | Maciço do Monte Branco  | 17 de setembro de 1784 por Jean-Marie Couttet e François Cuidet | 45° 50′ 34″ N, 6° 50′ 36″ L |
| 22  | 4294 m                   | Lenzspitze                                                    | Alpes valaisanos        | Em agosto de 1870 por Clinton Thomas Dent com Alexander Burgener e Franz Burgener | 46° 06′ 17″ N, 7° 52′ 07″ L |
| 23  | 4274 m                   | Finsteraarhorn                                                | Alpes berneses          | 16 de agosto de 1812 por R. Meyer com A. Volker, J. Bortis, K. Huber, A. Abbuhl, ou 10 de agosto de 1829 por J. Leuthold e H. Wahren com dois guias | 46° 32′ 15″ N, 8° 07′ 34″ L |
| 24  | 4248 m                   | Monte Branco do Tacul                                         | Maciço do Monte Branco  | 8 de agosto de 1855 por um ou mais membros da expedição de Charles Hudson e Edward Shirley Kennedy | 45° 51′ 24″ N, 6° 53′ 16″ L |
| 25  | 4243 m                   | Grand Pilier d'Angle                                          | Maciço do Monte Branco  | 31 de julho de 1877 por James Eccles com Michel Payot e Alphonse Payot (primeira do Mont Blanc pela Arête de Peuterey) | 45° 49′ 40″ N, 6° 52′ 48″ L |
| 26  | 4241 m                   | Stecknadelhorn                                                | Alpes valaisanos        | 8 de agosto de 1887 por Oscar Eckenstein com Matthias Zurbriggen | 46° 06′ 42″ N, 7° 51′ 34″ L |
| 27  | 4228 m (CH) - 4221 m (I) | Castor                                                        | Alpes valaisanos        | 23 de agosto de 1861 por William Mathews e F.W. Jacomb com Michel Croz | 45° 55′ 20″ N, 7° 47′ 35″ L |
| 28  | 4221 m                   | Zinalrothorn                                                  | Alpes valaisanos        | 22 de agosto de 1864 Leslie Stephen, Florence Crauford Grove com Jakob e Melchior Anderegg | 46° 03′ 53″ N, 7° 41′ 24″ L |
| 29  | 4219 m                   | Hohberghorn                                                   | Alpes valaisanos        | Em agosto de 1869 por R. B. Heathcote, Franz Biner, Peter Perren e Peter Taugwalder júnior | 46° 06′ 45″ N, 7° 51′ 14″ L |
| 30  | 4215 m                   | Pyramide Vincent (Monte Rosa)                                 | Alpes valaisanos        | 5 de agosto de 1819 por J.-N. Vincent e trois com pagnons | 45° 54′ 29″ N, 7° 51′ 43″ L |
| 31  | 4208 m (F) - 4206 m (I)  | Pointe Walker das Grandes Jorasses (ponto culminante)         | Maciço do Monte Branco  | 30 de junho de 1868 por Horace Walker, com Melchior Anderegg, Johann Jaun e Julien Grange | 45° 52′ 07″ N, 6° 59′ 17″ L |
| 32  | 4206 m                   | Alphubel                                                      | Alpes valaisanos        | 9 de agosto de 1860 por Leslie Stephen, T.W. Hinchliff com Melchior Anderegg e Peter Perren | 46° 03′ 47″ N, 7° 51′ 50″ L |
| 33  | 4199 m                   | Rimpfischhorn                                                 | Alpes valaisanos        | 9 de setembro de 1859 por Leslie Stephen e R. Living com Melchior Anderegg e Johann Zumtaugwald | 46° 01′ 23″ N, 7° 53′ 02″ L |
| 34  | 4195 m                   | Aletschhorn                                                   | Alpes berneses          | 18 de junho de 1859 por Francis Fox Tuckett com Johann Joseph Bennen, Peter Bohren, V. Tairraz | 46° 27′ 54″ N, 7° 59′ 39″ L |
| 35  | 4190 m                   | Strahlhorn                                                    | Alpes valaisanos        | 15 de agosto de 1854 por Christopher Smyth e Edmund J. Grenville com Ulrich Lauener e Franz-Josef Andenmatten | 46° 00′ 47″ N, 7° 54′ 06″ L |
| 36  | 4184 m                   | Combin de Valsorey (Grand Combin)                             | Alpes valaisanos        | 16 de setembro de 1872 por J.H.Isler com J. Gillioz | 45° 56′ 17″ N, 7° 17′ 24″ L |
| 37  | 4184 m (F) - 4180 m (I)  | Pointe Whymper des Grandes Jorasses                           | Maciço do Monte Branco  | 24 de junho de 1865 por Edward Whymper com Michel Croz, Christian Almer e Franz Biner | 45° 52′ 06″ N, 6° 59′ 03″ L |
| 38  | 4179 m (I) - 4171 m (CH) | Dent d'Hérens                                                 | Alpes valaisanos        | 12 de agosto de 1863 por Florence Crauford Grove, William Edward Hall, Reginald Somerled Macdonald e Montagu Woodmass com Melchior Anderegg, Peter Perren e Jean-Pierre Cachat                                                                                                   | 45° 58′ 11″ N, 7° 36′ 17″ L |
| 39  | 4165 m (I) - 4164 m (CH) | Breithorn ocidental (ponto culminante)                        | Alpes valaisanos        | 13 de agosto de 1813 por Henry Maynard com Joseph-Marie Couttet, Jean Gras, Jean-Baptiste e Jean-Jacques Erin | 45° 56′ 28″ N, 7° 44′ 50″ L |
| 40  | 4160 m (I) - 4159 m (CH) | Breithorn central                                             | Alpes valaisanos        | 19 de julho de 1900 por E. Hahn e des com pagnons | 45° 56′ 19″ N, 7° 45′ 29″ L |
| 41  | 4158 m                   | Jungfrau                                                      | Alpes berneses          | 3 de agosto de 1811 por Rudolf e Hieronymus Meyer com Joseph Bortis e Alois Volker | 46° 32′ 13″ N, 7° 57′ 46″ L |
| 42  | 4153 m                   | Bishorn                                                       | Alpes valaisanos        | 28 de agosto de 1884 por G. S. Barnes e R. Chessyre-Walker com Josef Imboden e J.-M. Chanton | 46° 07′ 04″ N, 7° 42′ 53″ L |
| 43  | 4141 m                   | Combin de la Tsessette (Grand Combin)                         | Alpes valaisanos        | 21 de julho de1894 por E.F.M. Benecke e H.A. Cohen | 45° 56′ 34″ N, 7° 18′ 39″ L |
| 44  | 4141 m (I) - 4139 m (CH) | Breithorn oriental                                            | Alpes valaisanos        | 16 de agosto de 1884 por John Stafford Anderson com Ulrich Almer e Aloys Pollinger (primeira travessia do Breithorn) | 45° 56′ 13″ N, 7° 45′ 59″ L |
| 45  | 4122 m                   | Aiguille Verte                                                | Maciço do Monte Branco  | 29 de junho de 1865 por Edward Whymper com Christian Almer e Franz Biner | 45° 56′ 05″ N, 6° 58′ 12″ L |
| 46  | 4114 m                   | Isolada das Aiguilles du Diable (ponto culminante)            | Maciço do Monte Branco  | 8 de julho de 1925 por Armand Charlet e A. Ravanel | 45° 51′ 19″ N, 6° 53′ 23″ L |
| 47  | 4112 m                   | Aiguille Blanche de Peuterey                                  | Maciço do Monte Branco  | 31 de julho de 1885 por Henry Seymour King com Émile Rey, Ambros Supersaxo e Alois Anthamatten | 45° 49′ 24″ N, 6° 52′ 52″ L |
| 48  | 4110 m (F) - 4108 m (I)  | Pointe Croz das Grandes Jorasses                              | Maciço do Monte Branco  | 24 de agosto de 1909 (provavelmente) por Eleonore Hasenclever, Wilhelm Klemm, Felix Konig e Richard Weitzenboch | 45° 52′ 09″ N, 6° 58′ 57″ L |
| 49  | 4109 m                   | Pointe Carmen da Aiguilles du Diable                          | Maciço do Monte Branco  | 13 de agosto de 1923 por H. Bregeault, Paul Chevalier e Jacques de Lépiney | 45° 51′ 16″ N, 6° 53′ 30″ L |
| 50  | 4107 m                   | Mönch                                                         | Alpes berneses          | 15 de agosto de 1857 por Siegismund Porges com Ulrich e Christian Kaufman e Christian Almer | 46° 33′ 35″ N, 7° 59′ 54″ L |
| 51  | 4106 m                   | Breithornzwillinge (Breithorn)                                | Alpes valaisanos        | 16 de agosto de 1884 por John Stafford Anderson com Ulrich Almer and Aloys Pollinger (primeira travessia do Breithorn) | 45° 56′ 08″ N, 7° 46′ 15″ L |
| 52  | 4102 m                   | Grande Rocheuse                                               | Maciço do Monte Branco  | 17 de setembro de 1865 por Robert Fowler com Michel Balmat e Michel Ducroz | 45° 56′ 04″ N, 6° 58′ 22″ L |
| 53  | 4102 m                   | Barre des Écrins                                              | Massif des Écrins       | 25 de junho de 1864 por A. W. Moore, Horace Walker e Edward Whymper com Christian Almer e Michel Croz | 44° 55′ 23″ N, 6° 21′ 36″ L |
| 54  | 4097 m                   | Ponta mediana das Aiguilles du Diable                         | Maciço do Monte Branco  | 23 de julho de 1926 por Émile-Robert Blanchet e J. Chaubert com Armand Charlet | 45° 51′ 16″ N, 6° 53′ 32″ L |
| 55  | 4092 m (CH) - 4091 m (I) | Pollux                                                        | Alpes valaisanos        | 1 de agosto de 1864 por J. Jacot com Peter Taugwalder , pai, e M.J. Perrin | 45° 56′ 41″ N, 7° 47′ 06″ L |
| 56  | 4078 m                   | Schreckhorn                                                   | Alpes berneses          | 14 de agosto de 1861 por Leslie Stephen com Peter Michel, Ulrich Kaufmann e Christian Michel | 46° 35′ 20″ N, 8° 07′ 06″ L |
| 57  | 4075 m                   | Roccia Nera (Breithorn)                                       | Alpes valaisanos        | 16 de agosto de 1884 por John Stafford Anderson com Ulrich Almer and Aloys Pollinger (primeira travessia do Breithorn) | 45° 55′ 57″ N, 7° 46′ 29″ L |
| 58  | 4074 m                   | Ponta Chaubert das Aiguilles du Diable                        | Maciço do Monte Branco  | 1 de setembro de 1925 por Jean Chaubert com Armand Charlet e A. Ravanel | 45° 51′ 16″ N, 6° 53′ 34″ L |
| 59  | 4069 m                   | Mont Brouillard                                               | Maciço do Monte Branco  | 11 de julho de 1906 por Karl Blodig e Oscar Eckenstein com Alexis Brocherel | 45° 49′ 03″ N, 6° 51′ 54″ L |
| 60  | 4065 m                   | Pointe Marguerite das Grandes Jorasses                        | Maciço do Monte Branco  | 22 de agosto de 1898 por Louis-Amédée de Savoie com G. Petigax, L. Croux, F. Ollier | 45° 52′ 07″ N, 6° 58′ 39″ L |
| 61  | 4064 m                   | Corne du Diable das Aiguilles du Diable                       | Maciço do Monte Branco  | 1 de setembro de 1925 por Jean Chaubert com Armand Charlet e A. Ravanel | 45° 51′ 16″ N, 6° 53′ 35″ L |
| 62  | 4063 m                   | Ober Gabelhorn                                                | Alpes valaisanos        | 6 de julho de1865 por A. W. Moore, Horace Walker com Jakob Anderegg | 46° 02′ 19″ N, 7° 40′ 05″ L |
| 63  | 4061 m                   | Grand Paradis                                                 | Maciço do Grand Paradis | 4 de setembro de 1860 por John Jeremy Cowell e W. Dundas com Michel Payot e Jean Tairraz | 45° 31′ 20″ N, 7° 15′ 45″ L |
| 64  | 4052 m                   | Aiguille de Bionnassay                                        | Maciço do Monte Branco  | 28 de julho de 1865 por E. N. Buxton, F. C. Grove e R. J. S. MacDonald com Jean-Pierre Cachat e Michel Payot | 45° 50′ 09″ N, 6° 49′ 09″ L |
| 65  | 4049 m                   | Piz Bernina                                                   | Chaîne de la Bernina    | 13 de setembro de 1850 por Johann Coaz com Jon e Lorenz Ragut Tscharner | 46° 22′ 57″ N, 9° 54′ 29″ L |
| 66  | 4049 m                   | Gross Fiescherhorn                                            | Alpes berneses          | 23 de julho de 1862 por H.B. George e Adolphus Warburton Moore com Christian Almer e Ulrich Kaufmann | 46° 33′ 05″ N, 8° 03′ 41″ L |
| 67  | 4046 m                   | Pointe Giordani (Mont Rose)                                   | Alpes valaisanos        | 23 de julho de 1801 por Pietro Giordani e des com pagnons | 45° 54′ 21″ N, 7° 05′ 41″ L |
| 68  | 4045 m (F) - 4042 m (I)  | Pointe Hélène (Grandes Jorasses)                              | Maciço do Monte Branco  | 22 de agosto de 1898 por Louis-Amédée de Savoie com G. Petigax, L. Croux, F. Ollier | 45° 52′ 07″ N, 6° 58′ 48″ L |
| 69  | 4043 m                   | Gross Grunhorn                                                | Alpes berneses          | 7 de agosto de 1865 por Edmund von Fellenberg com Peter Michel, Peter Egger e Peter Inäbnit | 46° 31′ 55″ N, 8° 04′ 39″ L |
| 70  | 4042 m                   | Lauteraarhorn                                                 | Alpes berneses          | 8 de agosto de 1842 por Pierre Jean Édouard Desor, Christian Girard, Louis Agassiz e Arnold Escher von der Linth com Melchior Bannholzer, Jakob Leuthold, D. Brigger, Fahner, Johann Madutz                                                                                      | 46° 35′ 00″ N, 8° 07′ 41″ L |
| 71  | 4035 m                   | Dürrenhorn                                                    | Alpes valaisanos        | 7 de agosto de 1879 por Albert F. Mummery e William Penhall, com Alexander Burgener e Ferdinand Imseng | 46° 07′ 11″ N, 7° 50′ 53″ L |
| 72  | 4035 m                   | Aiguille du Jardin                                            | Maciço do Monte Branco  | 1 de agosto de 1904 por Émile Fontaine com Joseph Ravanel e Léon Tournier | 45° 56′ 02″ N, 6° 58′ 33″ L |
| 73  | 4027 m                   | Allalinhorn                                                   | Alpes valaisanos        | 28 de agosto de 1856 por Edvard Levi Ames e Johann Joseph Imseng com Franz-Joseph Andenmatten | 46° 02′ 46″ N, 7° 53′ 42″ L |
| 74  | 4025 m                   | Hinter Fiescherhorn                                           | Alpes berneses          | 28 de julho de 1885 por Eugen Guido Lammer e August Lorria (cume inferior, 3990 m atingido em 10 de agosto de 1871 por F. Bischoff com P. Bohren, P. Egger | 46° 32′ 47″ N, 8° 04′ 04″ L |
| 75  | 4023 m                   | Weissmies                                                     | Alpes valaisanos        | Em agosto de 1855 por Jakob Christian Häuser e Peter Josef Zurbrigenn | 46° 07′ 40″ N, 8° 00′ 43″ L |
| 76  | 4015 m                   | Dôme de Neige des Écrins                                      | Massif des Écrins       | 21 de julho de 1877 por Emmanuel Boileau de Castelnau com Pierre Gaspard | 44° 55′ 28″ N, 6° 21′ 14″ L |
| 77  | 4015 m                   | Dôme de Rochefort                                             | Maciço do Monte Branco  | 12 de agosto de 1881 por James Eccles com Alphonse e Michel Payot | 45° 51′ 51″ N, 6° 58′ 03″ L |
| 78  | 4014 m (I) - 4013 m (F)  | Dent du Géant                                                 | Maciço do Monte Branco  | 14 de agosto de 1882 por William Woodman Graham com Auguste Cupelin e Alphonse Payot (28 de julho de 1882) Jean-Joseph Maquignaz, Baptiste Maquignaz e Daniel Maquignaz atingiram a pointe Sella, 4009 m )                                                                       | 45° 51′ 43″ N, 6° 57′ 06″ L |
| 79  | 4013 m                   | Pointe Baretti                                                | Maciço do Monte Branco  | 20 de julho de 1880 por Martino Baretti com Jean-Joseph Maquignaz | 45° 48′ 52″ N, 6° 51′ 48″ L |
| 80  | 4010 m                   | Lagginhorn                                                    | Alpes valaisanos        | 26 de agosto de 1856 por Edvard Levi Ames, Johann Josef Imseng e trois anglais, com Franz-Josef Andenmatten e três outros guias | 46° 09′ 26″ N, 8° 00′ 11″ L |
| 81  | 4001 m                   | Aiguille de Rochefort                                         | Maciço do Monte Branco  | 14 de agosto de 1873 por James Eccles com Alphonse e Michel Payot | 45° 51′ 43″ N, 6° 57′ 36″ L |
| 82  | 4000 m                   | Les Droites                                                   | Maciço do Monte Branco  | 7 de agosto de 1876 por Thomas Middlemore, John Oakley Maund e Henri Cordier com Johann Jaun e Andreas Maurer | 45° 55′ 49″ N, 6° 59′ 21″ L |